# Rhopalopsyllidae
Rhopalopsyllidae  (лат.) — семейство блох.
Южная Америка. 120 видов в 10 родах и двух подсемействах. Имеют некоторые общие признаки с блохами семейств Malacopsyllidae, Pulicidae и Tungidae. Предки этого семейства видимо мигрировали из Африки в Южную Америку на грызунах.